# Сарма (річка)
Сарма (рос. Сарма (Нагольная)) — річка в Росії у Ровенському районі Бєлгородської області. Ліва притока річки Айдару (басейн Азовського моря).

## Опис
Довжина річки приблизно 21,21 км, найкоротша відстань між витоком і гирлом — 18,50  км, коефіцієнт звивистості річки — 1,15 . Формується декількома безіменними струмками та загатами.

## Розташування
Бере початок на південно-східній стороні від села Єремовка. Тече переважно на південний захід через село Нагольноє і у селі Озерний впадає у річку Айдар, ліву притоку Сіверського Дінця.
Населенні пункти вздовж берегової смуги: Всесвятка, Клименково.

## Цікаві факти
- У минулому столітті на річці у селах Клименково та Нагольноє існували газгольдери та газові свердловини[2][1].